# Гаряча жувальна гумка 4: Троє в армії
Гаряча жувальна гумка 4: Троє в армії (івр. ספיחס) — ізраїльська кінокомедія 1982 року режисера Боаза Давідсона, четвертий фільм із серії «Гаряча жувальна гумка».

## Сюжет
Відома глядачеві трійця вирушає служити в армію. Там їх теж чекають пригоди. Три місяці на армійських зборах - це зовсім не так, як можна припустити. У наших героїв зовсім не на першому місці сувора дисципліна і субординація. Хлопці знайшли спосіб обійти правила і збентежити офіцерів. В результаті навколо хаос і плутанина. І, звичайно, наші герої завжди знайдуть час, щоб обговорити питання сексу, подивитися на красивих дівчат і поспілкуватися з досвідченими жінками, щоб скрасити свої будні.